# LeRoy Dixon
LeRoy Dixon (né le 20 juin 1983 en South Bend, Indiana) est un athlète américain, spécialiste du sprint. Il mesure 1,68 m pour 66 kg.

## Palmarès

### Championnats du monde d'athlétisme
- Championnats du monde d'athlétisme de 2007 à Osaka ( Japon)
  -  Médaille d'or en relais 4 × 100 m

## Meilleurs temps
- 60 m en salle :	6 s 75 	 1h10 	New York	3 fév 2006
- 100 m :    10 s 07 (1,9) 2h4 	NC	Indianapolis 21 Jun 2007
- 200 m :   20 s 44 (0,3) 	7 	NC	Indianapolis 25 Jun 2006